# Nane Avetisyan
Nane Avetisyan (sinh ngày 16 tháng 8 năm 1997) là một người mẫu, luật sư và người giữ danh hiệu cuộc thi sắc đẹp người Armenia. Cô đã đăng quang cuộc thi Hoa hậu Hoàn vũ Armenia 2021. Với tư cách là Hoa hậu Armenia, Avetisyan đã đại diện cho Armenia tại cuộc thi Hoa hậu Hoàn vũ 2021 ở Eilat, Israel.

## Tiểu sử
Avetisyan sinh ra và lớn lên ở Yerevan. Cô lấy bằng luật của trường Đại học Française ở Arménie (UFAR) ở Yerevan. Sau khi tốt nghiệp trường luật, cô về quê và dạy luật trên cơ sở từ thiện.

## Các cuộc thi sắc đẹp

### Hoa hậu Armenia 2021
Avetisyan bắt đầu cuộc thi sắc đẹp của mình khi cô tham gia cuộc thi Hoa hậu Armenia 2021 vào ngày 21 tháng 9 năm 2021, nơi cô đã giành được danh hiệu Hoa hậu Hoàn vũ Armenia 2021. Kết thúc sự kiện, cô đã thành công trước Monika Grigoryan.

### Hoa hậu Hoàn vũ 2021
Là Hoa hậu Hoàn vũ Armenia, Avetisyan đại diện cho Armenia tại cuộc thi Hoa hậu Hoàn vũ 2021 ở Eilat, Israel.